# Agence de développement et de construction et de la langue indonésienne

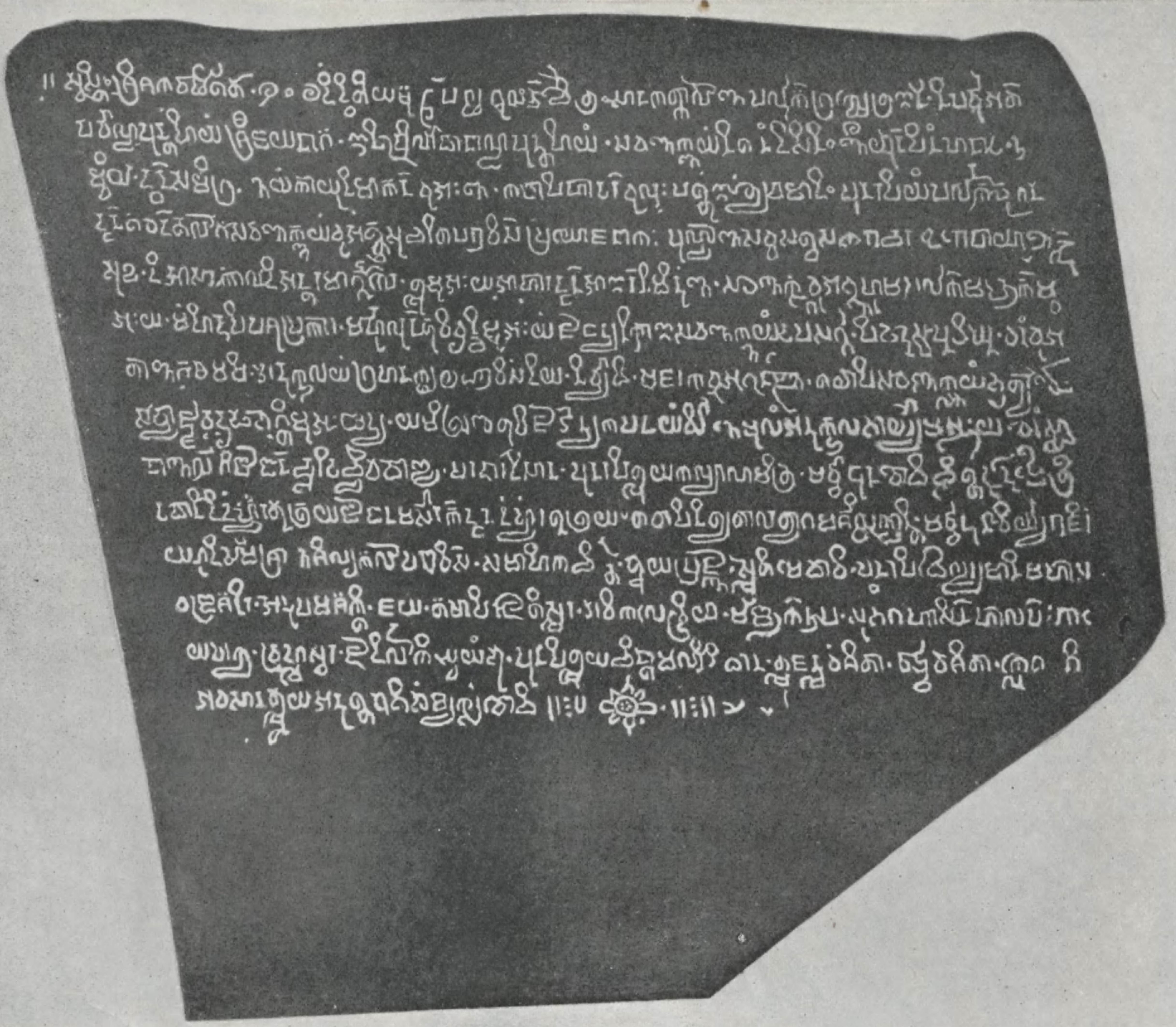
L’inscription de Talang Tuwo (VIIe siècle) témoigne d’une forme ancienne de la langue malaise dont vient l’indonésien.

L'agence pour le développement et la construction de la langue indonésienne (en indonésien : Badan Pengembangan Bahasa dan Perbukuan) ou plus simplement agence linguistique (Badan Bahasa, dans sa forme abrégée) est une agence gouvernementale dépendante du ministère de l'éducation et de la culture, et chargée de traiter les questions linguistiques et littéraires en Indonésie.

## Historique

### Création
L'agence est officiellement créée en 1947 à Batavia, lorsque la faculté de lettres et de philosophie de l'Université d'Indonésie — à l'époque sous les auspices du ministère de l'éducation, de la culture et de la science des Pays-Bas — fonde l'Instituut voor Taal en Cultuur Onderzoek (abrégée en ITCO).

## Dépendance
L'agence linguistique officielle est dépendante du ministère de l'éducation et de la culture indonésien.

## Anciens noms
- 1952 : Lemibaga Bahasa dan Budaya (« Institut de langue et de culture »)
- 1966 : Direktorat Bahasa dan Kesusastraan (« Direction de la langue et de la littérature »)
- 1969 : Lembaga Bahasa Nasional (« Institut national des langues »)
- 1974 : Pusat Pemibinaan dan Pengembangan Bahasa (« Centre d'orientation et de développement linguistique »), souvent abrégé en Pusat Bahasa (« Centre de langue »)[1],[3]
- 2010 : Badan Pengembangan dan Pembinaan Bahasa (« Agence de développement et de construction de la langue indonésienne »)